# Đông Xuyên (huyện)

Bản đồ năm 1836, mô tả vị trí huyện Đông Xuyên, lúc còn thuộc phủ Tuy Biên.

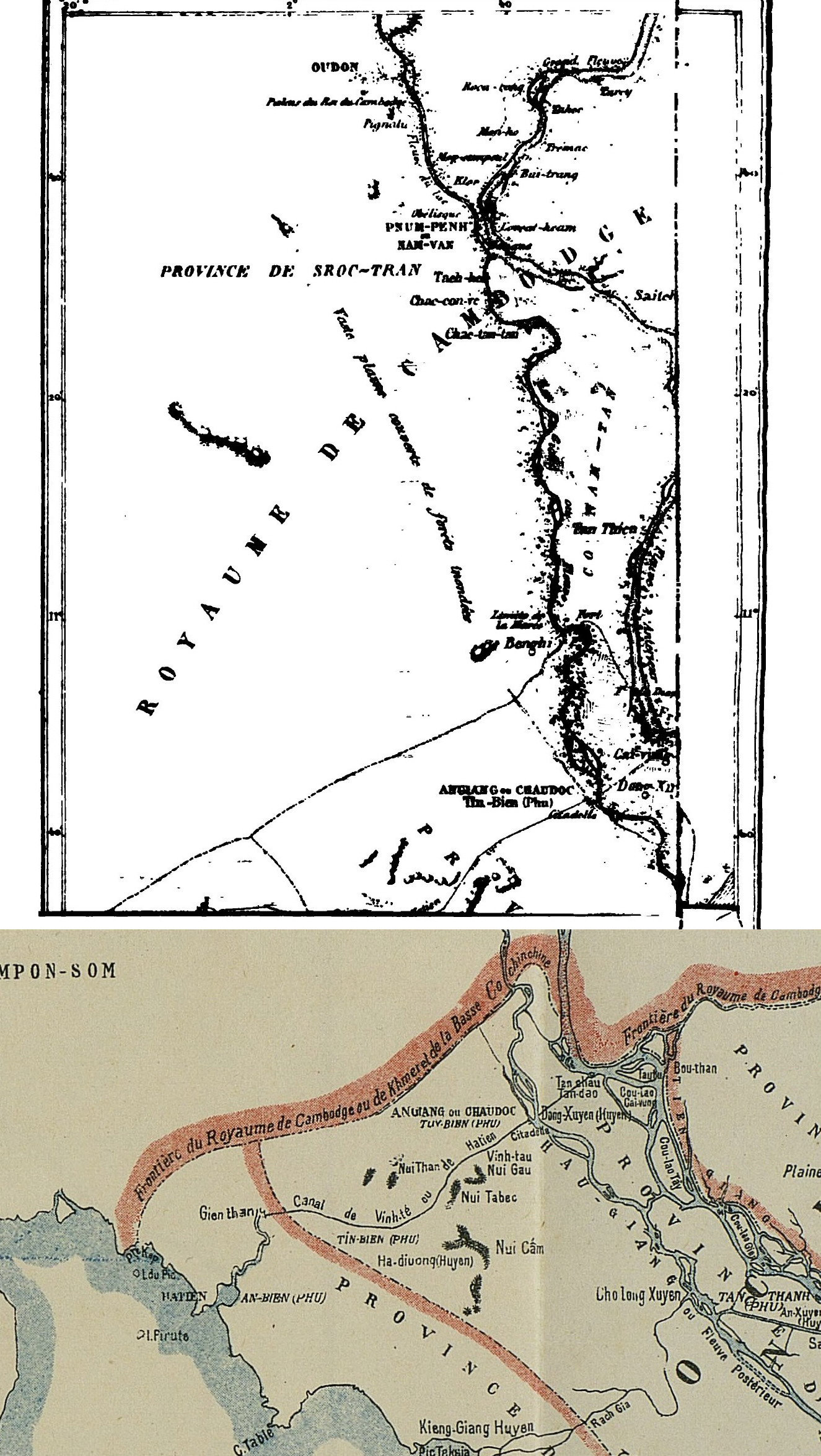
Huyện Đông Xuyên trong bản đồ tỉnh An Giang nhà Nguyễn vào năm 1861.

Đông Xuyên (chữ Hán: 東川) là một huyện thời nhà Nguyễn, nay là một phần của tỉnh An Giang, Việt Nam.